# Мендубаев, Рим Захарович
Рим Захарович Мендубаев (26 января 1946 — 14 февраля 2000) — советский хоккеист.

## Биография
Воспитанник московского «Спартака». В сезоне 1965/66 дебютировал в «Спартаке» Свердловск. Со следующего сезона команда стала называть «Автомобилист». За восемь сезонов (1965/66—1972/73) в клубе Мендубаев провёл 333 матча и забил 172 шайбы — восьмой результат в истории «Автомобилиста». По итогам сезона-1966/67 стал лучшим бомбардиром команды, по итогам сезона-1970/71 — вторым снайпером (39 шайб). Долгое время был капитаном команды. Участник самого яркого матча в истории команды — 12 декабря 1968 года в гостевой игре против ЦСКА (6:0) набрал 3 (2+1) очка.
Семь сезонов (1973/74 — 1979/80) отыграл в омском «Химике»/«Шиннике». Провёл за команду 347 матчей, набрал 306 (176+130) очков. Пять сезонов подряд становился лучшим бомбардиром, два раза лучшим снайпером. В течение пяти сезонов (1974/75, 1976/77 — 1979/80) годов был капитаном команды.
Серебряный призёр хоккейного турнира зимней Универсиады 1970.
Пять сезонов выступал на первенство Омска за «Авангард». Переехал жить в Новополоцк (Белоруссия). Скончался 14 февраля 2000 года.